# Velayat-90

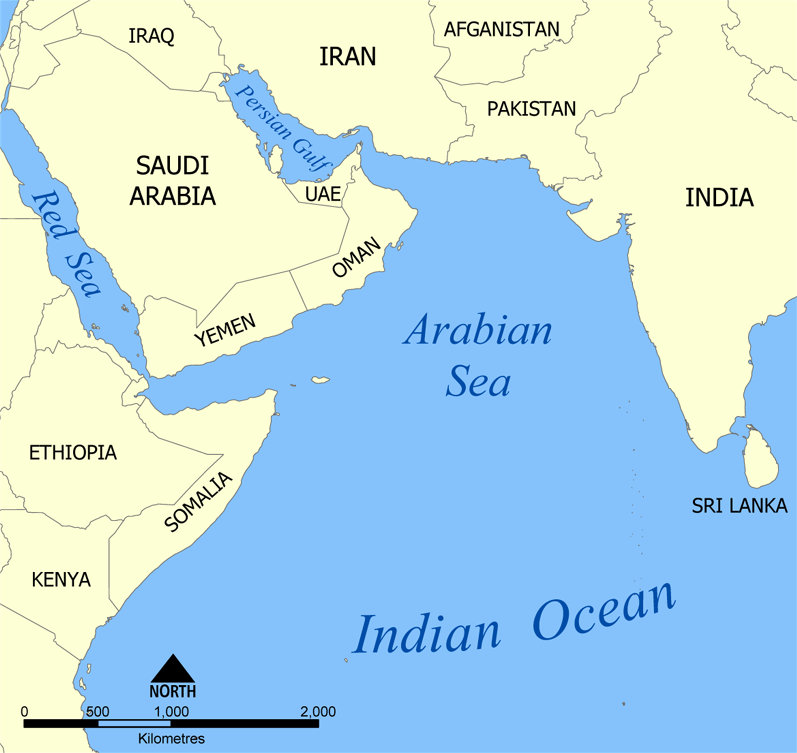
Mapa Morza Arabskiego

Velayat-90 – irańskie manewry wojskowe publicznie ogłoszone 26 listopada 2011 przez dowódcę irańskiej marynarki wojennej kontradmirała Habibollah Sayyari, przeprowadzone w dniach od 24 grudnia 2011 do 3 stycznia 2012 w rejonie Morza Arabskiego od Cieśniny Ormuz do Zatoki Adeńskiej obejmując Zatokę Omańską oraz międzynarodowe wody Oceanu Indyjskiego.

Ćwiczenia były prowadzone na szeroką skalę zarówno jeśli chodzi o wykorzystany sprzęt,  obszar działania jak i zakres ćwiczeń. W manewrach brały udział lekkie oraz ciężkie okręty nawodne, niszczyciele m.in. Jamaran, okręty z bronią rakietową, okręty podwodne różnych typów, m.in.: Tariq i Ghadir, samoloty bezzałogowe, myśliwce, helikoptery, jednostki działań specjalnych oraz pomocnicze.
Testowano pociski rakietowe ziemia-ziemia, ziemia-woda, ręczne wyrzutnie rakietowe oraz  torpedy nowej konstrukcji z napędem elektrycznym.
Trzeciego dnia zrealizowano scenariusz zwalczania przeciwnika przez myśliwce wspierane przez marynarkę.

Ósmego dnia wszystkie jednostki równocześnie atakowały cele zarówno naziemne jak i powietrzne.

1 stycznia 2012 poinformowano o udanym teście rakiety krótkiego zasięgu typu ziemia-powietrze Mehrab. Wystrzelono go z pokładu okrętu.
2 stycznia 2012 poinformowano o udanym teście rakiety dalekiego zasięgu typu ziemia-woda Qader(Ghader)
 o zasięgu 200 km co w tej kategorii oznacza raczej krótki, a co najwyżej średni, rakiety typu ziemia-ziemia Noor średniego zasięgu oraz pocisków przeciwokrętowych krótkiego zasięgu Nasr. Irańscy marynarze ćwiczyli również odbijanie statku z rąk terrorystów i uczyli się ochraniać statki przed piratami.